# Michelinov vodič
Michelinov vodič prestižni je turistički priručnik koji ocjenjuje restorane. Objavljuje ga francuska tvrtka za proizvodnju gume „Michelin” od 1900. godine, dodjeljujući do tri zvjezdice za izvrsnost restorana. Predstavlja najutjecajniji i najcjenjeniji sustav ocjenjivanja restorana u svijetu.

## Povijest
Godine 1900., s manje od 3000 automobila u Francuskoj, braća Édouard i André Michelin objavili su besplatni vodič za francuske vozače kako bi povećali potražnju za automobilima. Prvo izdanje distribuirano je u 35 000 primjeraka, a nudilo je karte, upute za popravak guma, popise mehaničara, hotele i benzinske postaje.
Vodič se proširio na Belgiju (1904.), Alžir i Tunis (1907.) te druge europske zemlje do 1911. Nakon Prvog svjetskog rata, „Michelin” je počeo naplaćivati vodič 1922. godine, na temelju načela da „čovjek istinski poštuje samo ono za što plati”. Regrutirali su anonimne inspektore za ocjenjivanje restorana.
Sustav dodjele zvijezdi restoranima započeo je 1926. s jednom zvjezdicom, a proširio se na trenutnu hijerarhiju od tri zvjezdice 1931.:
- 1 zvjezdica: „Visokokvalitetna kuhinja, vrijedi posjetiti”
- 2 zvjezdice: „Izvrsna kuhinja, vrijedi skretanja”
- 3 zvjezdice: „Iznimna kuhinja, vrijedi posebnog putovanja”[3]

## Moderno širenje
Michelin je objavio svoj prvi američki vodič 2005. (New York), a uslijedili su Tokio (2007.) i Hong Kong (2008.). Nedavna širenja uključuju Floridu (2022.), Vijetnam, Maleziju, Estoniju i UAE (2022.), gradove Colorada (2023.) i Atlantu (2023.).
Mnoge lokacije sada plaćaju za Michelinovu pokrivenost - Tajland je platio 4,4 milijuna dolara tijekom pet godina, turističke zajednice Floride platile su do 1,5 milijuna dolara, a Boston je navodno platio više od milijun dolara tijekom tri godine.
Michelinov vodič za Hrvatsku objavljuje se od 2017. godine. Prvi hrvatski restoran s dvije zvjezdice postao je „Agli Amici” iz Rovinja 2024. godine.

### Format publikacije
Vodič je 2021. godine prešao iz tiskanog u digitalno izdanje nakon 121 godine, iako Francuska, Italija, Japan i Španjolska zadržavaju tiskana izdanja.

### Sustav ocjenjivanja
Anonimni Michelinovi inspektori posjećuju restorane, a troškove snosi „Michelin”. Tvrtka održava strogu anonimnost inspektora - čak se ni najviši rukovoditelji nisu susreli s inspektorima.
Dodatne oznake uključuju:
- „Zelene zvijezde” (2020.): Znak održivosti za ekološki prihvatljive restorane.
- „Bib Gourmand” (1997.): Iznimna hrana po umjerenim cijenama.
- „The Plate/Selected Restaurant” (2016.): Jednostavno dobra hrana.
- „Keys” „”(2024.): Ocjene hotela na temelju dizajna, usluge, karaktera, vrijednosti i doprinosa susjedstva.

Vodič pokriva 23 zemlje u 14 izdanja i preporučuje preko 6000 hotela diljem svijeta.